# Red Faber
Urban Clarence Faber, detto Red (Cascade, 6 settembre 1888 – Chicago, 25 settembre 1976), è stato un giocatore di baseball statunitense di ruolo lanciatore che ha giocato per tutta la carriera nei Chicago White Sox della Major League Baseball (MLB). È stato introdotto nella National Baseball Hall of Fame nel 1964.

## Carriera
Faber giocò dal  1914 al 1933 con i Chicago White Sox. Con loro vinse le World Series nel 1917 e fu membro anche della squadra del 1919 ma non fu coinvolto nello scandalo dei Black Sox poiché saltò le World Series di quell'anno per un infortunio. Le annate migliori della carriera le disputò all'inizio degli anni venti. Faber trasse vantaggio delle ampie dimensioni del Comiskey Park, subendo solamente 91 fuoricampo, a malapena uno al mese, dal 1920 al 1931.
Faber ottenne 254 vittorie durante i suoi vent'anni di carriera, che lo ponevano al 17º posto di tutti i tempi al momento del ritiro. Quando questo avvenne, era rimasto l'ultimo giocatore a cui era stato concesso di utilizzare la cosiddetta spitball, cioè una palla trattata con sostanze come saliva o vaselina, alterando la resistenza del vento.

## Palmarès

### Club
- World Series: 1

Chicago White Sox: 1917

### Individuale
- Leader della American League in media PGL: 2

1921, 1922